# Newsense Memory
Newsense Memory is een Engelstalige Punkrock/Alternatieve rock-formatie uit het Friese Damwoude.

## Biografie
Newsense Memory startte in 2002, als een project van Piter Reitsma, Auke van der Ploeg en Wilbert 'Donny' Schippers. The Offspring, Blink 182 en Green Day waren hun grote inspiratiebronnen. In 2007 bereikte de band de finale van de Popprijs van Nederland, wat hun een optreden in de poptempel de Melkweg opleverde. Later in 2007 kwam de eerste EP, Fashion Amèricain uit. In 2011 presenteerde de band hun tweede EP, The Sky Is The Limit. In het verloop van de tijd is de muziekstijl opgeschoven van punkrock naar alternatieve rock. Echter, ook in nieuwe nummers blijven de punkroots hoorbaar. 

## Bandleden
Newsense Memory bestaat uit:
- Piter Reitsma (Elektrische gitaar/zang)
- Auke van der Ploeg (Basgitaar/zang)
- Anne Martin Koree (Drums/zang) - vanaf 2008
- Tjerk Jansma (Elektrische gitaar) - vanaf 2012

Voormalige leden
- Wilbert Schippers (Drums tot 2008)
- Jelmer Woudstra (Elektrische gitaar tot 2012)

## Discografie

### Albums
| Album met eventuele hitnotering(en) in de Nederlandse Album Top 100 | Datum van verschijnen | Datum van binnenkomst | Hoogste positie | Aantal weken | Opmerkingen |
| ------------------------------------------------------------------- | --------------------- | --------------------- | --------------- | ------------ | ----------- |
| Fashion Amèricain                                                   | 2007                  | -                     | -               | -            | -           |
| The Sky Is The Limit                                                | 29-09-2011            | -                     | -               | -            | -           |
| Trivia                                                              | 18-10-2013            | -                     | -               | -            | -           |